# Daniele Contrini
Daniele Contrini (Gardone Val Trompia, 15 agosto 1974) è un ex ciclista su strada italiano, professionista dal 1996 al 2008.

## Carriera
Passato professionista nel 1996, si dimostrò un buon passista: le otto vittorie ottenute in carriera giunsero quasi tutte al termine di lunghissime fughe, spesso anche in solitaria, come la tappa vinta al Giro di Svizzera 2006.
Considerato promessa del ciclismo italiano, nel 1996 arrivò secondo ai campionati europei,ma la sua carriera fu costellata di numerosi infortuni, precludendo la possibilità di migliorare il suo palmares
Da pro vestì le divise di Brescialat/Liquigas, Gerolsteiner, Team LPR e Tinkoff Credit Systems. Si ritirò dall'attività al termine della stagione 2008.

## Palmarès
- 1995 (dilettanti)

G.P. Industria Commercio Artigianato - Botticino Mattina
Circuito Salese
Coppa d'Inverno
- 1996 (Brescialat, una vittoria)

Gran Premio di Mendrisio
- 1997 (Brescialat-Verynet, una vittoria)

6ª tappa Quattro giorni di Dunkerque (Monts des Flandres)
- 1998 (Brescialat-Liquigas, una vittoria)

Grand Prix Krka
- 2003 (Gerolsteiner, una vittoria)

1ª tappa Sachsen-Tour International (Crimmitschau)
- 2005 (Team LPR-Piacenza Management, due vittorie)

Route Adélie de Vitré
3ª tappa Tour de Picardie (Fressenneville)
- 2006 (Team LPR, una vittoria)

2ª tappa Tour de Suisse (Einsiedeln)
- 2007 (Tinkoff Credit Systems, una vittoria)

1ª tappa Tour de Georgia (Macon)

## Piazzamenti

### Grandi Giri
- Giro d'Italia

1996: ritirato (17ª tappa)
1997: ritirato (14ª tappa)
2000: 106º
2002: ritirato (17ª tappa)
2003: non partito (10ª tappa)
2007: 86º
- Vuelta a España

1998: ritirato (20ª tappa)
1999: ritirato (12ª tappa)
2000: ritirato (15ª tappa)